# Araranguá (microregio)
Araranguá is een van de 20 microregio's van de Braziliaanse deelstaat Santa Catarina. Zij ligt in de mesoregio Sul Catarinense en grenst aan de microregio's Criciúma, Vacaria (RS) en Osório (RS). De microregio heeft een oppervlakte van ca. 2.962 km². In 2006 werd het inwoneraantal geschat op 175.779.
Vijftien gemeenten behoren tot deze microregio:
- Araranguá
- Balneário Arroio do Silva
- Balneário Gaivota
- Ermo
- Jacinto Machado
- Maracajá
- Meleiro
- Morro Grande
- Passo de Torres
- Praia Grande
- Santa Rosa do Sul
- São João do Sul
- Sombrio
- Timbé do Sul
- Turvo

Mesoregio's: Grande Florianópolis · Norte Catarinense · Oeste Catarinense · Serrana · Sul Catarinense · Vale do Itajaí

Microregio's: Araranguá · Blumenau · Campos de Lages · Canoinhas · Chapecó · Concórdia · Criciúma · Curitibanos · Florianópolis · Itajaí · Ituporanga · Joaçaba · Joinville · Rio do Sul · São Bento do Sul · São Miguel do Oeste · Tabuleiro · Tijucas · Tubarão · Xanxerê